# Jefe de Gobierno

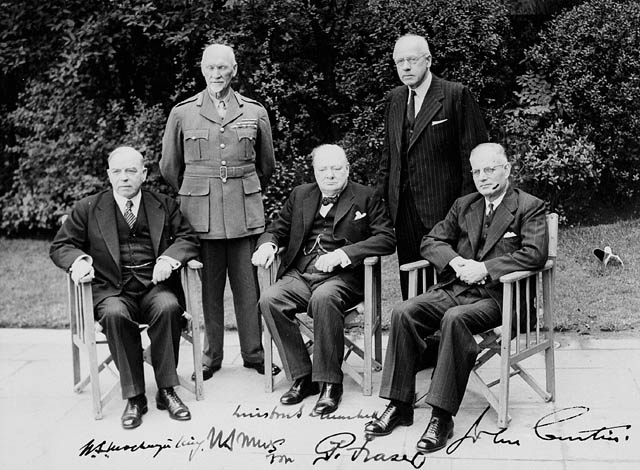
Jefes de Gobierno de cinco países miembro de la Mancomunidad de Naciones, en 1944, en la reunión de jefes de Gobierno de la Commonwealth. De izquierda a derecha: William Lyon Mackenzie King (Canadá), Jan Smuts (Sudáfrica), Winston Churchill (Reino Unido), Peter Fraser (Nueva Zelanda) y John Curtin (Australia).

El jefe de Gobierno o jefe del ejecutivo es la persona que ejerce la dirección del poder ejecutivo y se responsabiliza del Gobierno de un Estado o de una subdivisión territorial de este (estado, provincia, u otra). El proceso de elección de jefes de Gobierno varía de acuerdo al país y depende, entre otros factores, de la forma de gobierno utilizada en aquel.
En un sistema parlamentario la persona que ejerce la jefatura de Gobierno puede ser: primer ministro, premier, canciller, presidente del Consejo de Ministros, presidente del Gobierno, Taoiseach, o en el caso de Birmania el jefe de gobierno es el consejero de Estado. 
En los países con sistemas presidenciales, la jefatura de Gobierno corresponde al presidente de la República, quien también y simultáneamente es el jefe de Estado. En general, en estos sistemas de gobierno no existe una figura que detente una autoridad intermedia entre el presidente y los demás secretarios o ministros de Estado. Excepcionalmente hay sistemas presidenciales que sí contemplan una figura que se acerca al del jefe de Gobierno, como el primer ministro del Perú.
En cambio, en los sistemas semipresidenciales como Francia, las funciones de jefe de gobierno pueden estar repartidas entre el presidente y el primer ministro. Aunque esta repartición no se basa en la Constitución, sino en la práctica política del país. Así, cuando las fuerzas políticas afines al Presidente tienen mayoría propia en el parlamento, el jefe de Estado lo es también de Gobierno, pues es él quien determina las orientaciones políticas del Gobierno, y es quien nombra y ante quien responden efectivamente los ministros. Pero cuando las fuerzas que apoyan al presidente están en minoría parlamentaria (caso conocido popularmente como cohabitación), el jefe de Estado dispone de unos poderes efectivos notablemente disminuidos. Desde luego, el nombramiento de los ministros ya no es de su incumbencia absoluta, y generalmente se limita a designar a los que el primer ministro le propone, pues este es quien tiene la confianza y la mayoría parlamentaria. En Francia, en las tres oportunidades en que el presidente debió cohabitar con un primer ministro que no era de su sector político (1986-1988, 1993-1995 y 1997-2002), los ministros de relaciones exteriores y de defensa debieron contar con la aprobación efectiva de ambos jefes, de Estado y de Gobierno.
Hay países que, si bien no tienen una jefatura de Gobierno separada de la jefatura de Estado, tienen a un funcionario que cumple oficiosamente esta función. Así, en Argentina, esta función recae en la jefatura de Gabinete, mientras que el presidente de la Nación Argentina es el responsable político de la administración general del país y también el comandante en jefe de las Fuerzas Armadas de la República Argentina.
El jefe de Gobierno en algunos territorios de ultramar dependientes del Reino Unido es denominado primer ministro (en inglés, chief minister), del mismo modo que en India, Malasia y en los estados y territorios de Australia. En Alemania, el jefe de Gobierno de los länder se denomina ministro presidente (en alemán, Ministerpräsident); en Bélgica esta última es la denominación del jefe de Gobierno de una región, comunidad o entidad federal que por su rango de importancia se administra bajo régimen especial. En México, así se le denomina al responsable del gobierno y de la administración de Ciudad de México, capital de la república mexicana; en Venezuela además el gobierno del Distrito Capital está encabezado por un funcionario denominado jefe de Gobierno del Distrito Capital nombrado por el presidente de ese país y en Argentina también se denomina jefe de Gobierno al titular electo del ejecutivo de la Ciudad Autónoma de Buenos Aires.

## Denominaciones
- Presidente de la República
- Jefe de Estado
- Canciller
- Premier
- Primer ministro
- Presidente del Gobierno
- Taoiseach
- Jefatura de Gabinete de Ministros
- Presidente de la Comisión Europea (pese a no tratarse de un gobierno de iure, la Comisión ejerce el poder ejecutivo de la Unión Europea).
- Anexo:Jefes de Estado y de Gobierno en el poder